# Cicurina brevis
Cicurina brevis är en spindelart som först beskrevs av James Henry Emerton 1890.  Cicurina brevis ingår i släktet Cicurina och familjen kardarspindlar. Inga underarter finns listade i Catalogue of Life.